# Mark Feldman
Mark Feldman (* 17. července 1955 Chicago, Illinois, USA) je americký houslista a hudební skladatel. Je dlouholetým spolupracovníkem Johna Zorna. Mimo něj spolupracoval například s kytaristou Johnem Abercrombie, saxofonistou Chrisem Potterem, bubeníkem Billy Hartem, trumpetistou Dave Douglasem nebo saxofonistou Michaelem Breckerem. Sám vydal několik sólových alb. Jeho manželkou je švýcarská klavíristka Sylvie Courvoisier.